# Koïlon
Le koïlon (grec ancien κοῖλον), qui correspond à nos gradins, est un élément important de l'architecture du théâtre grec antique.
Le koïlon est disposé soit en portions de cônes, soit, plus anciennement, rectangulairement, de manière à assurer la bonne visibilité des acteurs, comme l'indique l'étymologie même du mot grec ancien θέατρον, théatron (latin cavea).
Le koïlon est divisé anciennement en secteurs verticaux (grec κερκίδες, latin cunei en raison de leur forme conique) par des escaliers rayonnants. Plus récemment apparurent des couloirs horizontaux nommés par les historiens de l'Antiquité diazômata (latin praecinctio ; mais διάζωμα, diazôma, désigne en grec ancien une volée de gradins entre deux couloirs horizontaux).
Au début du théâtre grec antique, les spectateurs se tenaient assis directement sur le sol ou debout ; puis apparurent des échafaudages de bois pour que les spectateurs fussent assis ; au Ve siècle av. J.-C. on commença à construire en blocs de pierre sur la colline des sièges permanents et stables, qui ont été de plus en plus nombreux et remplacèrent ceux de bois. Les sièges de la première rangée, appelés proédria, de meilleure qualité (souvent en marbre et ornés), furent réservés aux prêtres, aux magistrats et aux citoyens les plus respectés. Le relief naturel, pente douce ou plus marquée, a donc été utilisé pour établir les gradins.